# Àlex Martín Escribà
Àlex Martín Escribà (Barcelona, 9 de junio de 1974) es profesor de lengua y literatura catalanas y codirector del Congreso de Novela y Cine Negro en la Universidad de Salamanca. Parte de su actividad investigadora se centra en el estudio del género negro y policíaco en lenguas catalana y castellana. Es director de la colección "crims.cat" de la editorial Clandestina desde 2012. También es crítico literario en varias revistas y medios de comunicación.

## Reseña biográfica
Se licenció en Filología Románica en las universidades de Barcelona y Salamanca y se doctoró en el año 2010 con una tesis en literatura policíaca catalana. Ha colaborado en diversos periódicos y revistas como Serra d'Or, Diari de Tarragona y Le Monde Diplomatique en español, entre otros.
Fue lector en las universidades de la Habana y Grenoble. Es uno de los fundadores del Congreso de Novela y Cine Negro de la Universidad de Salamanca, evento que se caracteriza por haber introducido los estudios de género negro dentro de la Universidad.
Ha obtenido galardones como el premio de jóvenes escritores de la revista Serra d'Or (2005) y el premio de la Setmana Negra d’Ontinyent (2021)
Ha sido comisario de los festivales “Olot Negre: Temps de Paraules” (2010), organizado por el Ayuntamiento de Olot y de la novena edición del Festival MOT de literatura que se celebró en 2023 entre Girona y Olot bajo el lema de “Pánico, literatura y miedo”. Ha sido también “consiglieri” de BCNegra en las ediciones de 2018 y 2019. 
Es además miembro del jurado de diversos premios literarios de género negro y policíaco entre los cuales se encuentra el “L’H Confidencial”, “Paco Camarasa” y “Agustí Vehí-Vila de Tiana”
Ha colaborado en numerosas ediciones de libros, publicaciones y artículos y ha impartido numerosas conferencias en universidades de distintas partes del mundo.

## Obras

### Ensayo
- Martín, Àlex y Piquer, Adolf (2006). Catalana i criminal: La novel·la detectivesca del segle XX. Palma de Mallorca: Documenta Balear. ISBN 978-84-96376-77-9
- Martín, Àlex y Canal, Jordi (2011). La cua de palla: retrat en groc i negre. Barcelona: Alrevés. ISBN 978-84-15098-31-7
- Martín, Àlex (2015). Rafael Tasis, novel·lista policíac. Barcelona: Alrevés. ISBN 978-84-15900-90-0
- Martín, Àlex y Sánchez, Javier (2017). Continuará: sagas literarias en el género negro y policíaco español. Barcelona: Alrevés. ISBN 978-84-16328-88-8
- Martín, Àlex (2018). Jaume Fuster, gènere negre sense límits. Barcelona: Alrevés. ISBN 978-84-17077-34-1
- Martín, Àlex y Canal, Jordi (2019). Trets per totes bandes. vol. 1. L'època clàssica de la novel·la negra i policíaca. Barcelona: Alrevés. ISBN 978-84-17847-04-3
- Martín, Àlex y Canal, Jordi (2019). A quemarropa. vol. 1. La época clásica de la novela negra y policíaca. Barcelona: Alrevés. ISBN 978-84-17847-04-3
- Martín, Àlex (2020). Escrits policíacs: De "La cua de palla" a "crims.cat". Barcelona: Alrevés. ISBN 978-84-17847-41-8
- Martín, Àlex y Canal, Jordi (2021). Trets per totes bandes. vol. 2. L'època contemporània de la novel·la negra i policíaca. Barcelona: Alrevés. ISBN 978-84-17847-90-6
- Martín, Àlex y Canal, Jordi (2021). A quemarropa. vol. 2. La época contemporánea de la novela negra y policíaca. Barcelona: Alrevés. ISBN 978-84-17847-92-0
- Martín, Àlex (2023). Interrogatoris: gènere negre i memòria. Barcelona: Clandestina. ISBN 978-84-19627-19-3
- Martín, Àlex y Sánchez Zapatero, Javier (2024). Veinte años y un día: Ensayos sobre novela negra. Barcelona: Clandestina. ISBN 978-84-19627-53-7

### Prólogos
- Martín, Àlex. "Una dècada prodigiosa". En: Bennasar, Sebastià. Pot semblar un accident: La novel·la negra i la transformació dels Països Catalans, 1999-2010. Barcelona: Meteora, 2011.
- Martín, Àlex. “¿Mallorca, l’illa de la calma?”. En: Casadesús, Alejandro. Negra i mallorquina. Orígens i evolució de la novel·la policíaca a Mallorca. Barcelona: Publicacions de l’Abadia de Montserrat, 2011.
- Martín, Àlex. "Dotze apòstols del crim". En: Villalonga, Anna Maria. Les veus del crim: Converses amb dotze escriptors catalans de novel·la negra. Barcelona: Alrevés, 2013.
- Martín, Àlex. “L’home que estimava els llibres”. En: Vehí, Agustí. Ginesta per als morts. Barcelona: Alrevés, 2015.
- Martín, Àlex. “És hora de plegar, o com aprofitar les vacances per escriure una novel·la policíaca” En: Tasis, Rafael. És hora de plegar. València: Tres i Quatre, 2016.
- Martín, Àlex. “Jaume Fuster, contra l’oblit”. En: Fuster, Jaume. Poema dit de la redempció. Barcelona: Meteora, 2017.
- Martín, Àlex y Canal, Jordi. "Raymond Chandler estuvo aquí". En: MacShane, Frank. La vida de Raymond Chandler. Barcelona: Alrevés, 2017.
- Martín, Àlex. “Així va començar tot”. En: Pedrolo, Manuel de. Es vessa una sang fácil. Lleida: Pagès Editors, 2018.
- Martín, Àlex. “Marcat pel seu propi destí”. En: Carlotto, Massimo, El món no em deu res. Barcelona: Alrevés, 2018.
- Martín, Àlex y Canal, Jordi. "Però és que no vivim en un món just...". En: Pedrolo, Manuel de. Algú que no hi havia de ser. Barcelona: Alrevés, 2018.
- Martín, Àlex. “Quan la violència es part de la quotidianitat”. En: Collette, Sandrine. El soterrani. Barcelona: Alrevés, 2019.
- Martín, Àlex. “Manuel de Pedrolo, transgressor…”. En: Pedrolo, Manuel de. Baixeu a recules i amb les mans alçades. Barcelona: Ònix Editor, 2019.
- Martín, Àlex. “Una escriptora engagée”. En: Vindy, Marie. Perdoneu les nostres culpes. Barcelona: Alrevés, 2019.
- Martín, Àlex. “La trilogia de la crisi”. En: Carlotto, Massimo. La senyora del dimarts. Barcelona: Alrevés, 2020.
- Martín, Àlex. “L’horror quotidià”. En: Bilotti, Sara. Dies de tempesta, Barcelona: Alrevés, 2021.
- Martín, Àlex y Canal, Jordi. "Oblidant el passat, ens condemnem a reviure'l". En: Daeninckx, Didier. Crims per a la memòria. Barcelona: Alrevés, 2021.

- Martín, Àlex. “Somia Philip Marlowe amb xais elèctrics?”. En: Solana, Teresa i Àlex Martín (eds). Somia Philip Marlowe amb xais elèctrics? Barcelona: Alrevés 2021.
- Martín, Àlex. “La foscor de l’ànima humana”. En: Bouysse, Franck. El diable no viu a l’infern, Barcelona: Alrevés, 2022.
- Martín, Àlex. “Si no hagués estat per James Ellroy”. En: Thomazeau, François. Marsella confidencial. Barcelona: Alrevés, 2022.
- Martín, Àlex. “Crims de vapor”. En: Manuel, Jordi de i  Martín, Àlex (eds). Vapor negre, Barcelona Steampunk, 1911. Barcelona: Clandestina, 2023.
- Martín, Àlex y Canal, Jordi. "La maledicció de la lluna sobre Vernon Street". En: Goodis, David. La lluna sobre l'asfalt. Barcelona: Clandestina, 2024.
- Martín, Àlex y Canal, Jordi. "La maldición de la luna sobre Vernon Street". En: Goodis, David. La luna en el arroyo. Barcelona: Sajalín, 2024.